# Paavo Berg

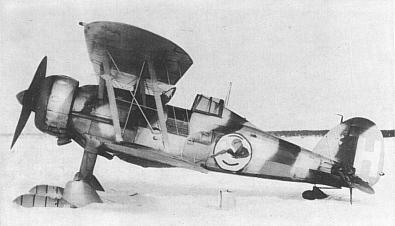
Gloster Gladiator Mk.1 używany przez Finów w czasie Wojny zimowej

Paavo David "Pate" Berg (ur. 23 października 1911 w Lahti, zm. 1 listopada 1941 w Hanko) – fiński pilot wojskowy i as myśliwski.

## Początek służby i Wojna zimowa
Szkolenie na pilota Paavo Berg zakończył na przełomie lat 1930/1931 i został przyjęty do służby 2 czerwca 1931. 16 maja 1935 został awansowany na porucznika, a od 31 stycznia 1938 służył w 26 Eskadrze Myśliwskiej (LeLv 26).
Chrzest bojowy przeszedł 2 lutego 1940 w czasie wojny zimowej. Tego dnia porucznik Berg stoczył walkę nad Hanko z sześcioma samolotami radzieckimi I-153s, strącając jeden z nich (zestrzelonym był porucznik Bedarev wzięty do niewoli).
4 lutego wraz z ośmioma pilotami Gladiatorów opuścił Littoinen i skierowany został do Utti.
18 lutego podczas nalotu sowieckich bombowców na Viipuri Berg zdołał zestrzelić dwa i uszkodzić jeden z czterdziestu samolotów napotkanych w rejonie Kouvola (była to prawdopodobnie 54 Eskadra Bombowa). Następnego dnia wraz z dwoma innymi pilotami wdał się w pogoń za ponad trzydziestoma bombowcami wroga i został zaatakowany przez kilka myśliwców I-153 nad Sippola. W potyczce tej Berg zestrzelił jednego nieprzyjaciela, a kolejnym zestrzeleniem podzielili się jego towarzysze: Poul Christensen i Lauri Sihvo. Pozostałe myśliwce radzieckie wycofały się w kierunku Suomenlahti. 20 lutego Berg wdał się w starcie z kilkunastoma bombowcami i dostał się w ich ogień krzyżowy. Wobec awarii wyjścia z kokpitu porucznik nie mógł wyskoczyć na spadochronie i z powodu pożaru (na skutek ostrzału) doznał poparzeń twarzy, zanim zdołał się wyzwolić z samolotu. Resztę wojny zimowej spędził w szpitalu wojskowym.
Z pięcioma zestrzeleniami podczas wojny zimowej był jednym z najbardziej skutecznych pilotów i otrzymał tytuł asa.

## Dalsza kariera i Wojna kontynuacyjna
Po zakończeniu wojny z ZSRR i  rehabilitacji, porucznik Berg 27 marca 1940 został przeniesiony do 32 Eskadry (LeLv 32) jako jej lider. W tym czasie latał na Fokkerze D.XXI.
30 kwietnia 1940 został awansowany na stopień kapitana.
18 czerwca 1941 roku w wyniku mobilizacji został przeniesiony z częścią 32 Eskadry do Hyvinkää, gdzie wyposażono go w Fokkera D.XXIs, a w lipcu – w samoloty Curtis P-36 Hawk-75 produkcji amerykańskiej.
Wojna kontynuacyjna wybuchła 25 czerwca 1941 po bombardowaniach przez lotnictwo sowieckie miast fińskich. Berg jako lider 32 Eskadry brał udział w walkach do 13 sierpnia. Po krótkiej przerwie od dowodzenia Eskadrą, wrócił do niej 3 września (także jako jej lider).
17 czerwca zestrzelił swój szósty – a pierwszy w tej wojnie – samolot (myśliwiec I-153); 1 września zaś razem z pilotem Karhilą zestrzelili balon nad Jääski. 3 września wraz z siedmioma kolegami zaatakował nad Siestarjoki i pokonał eskadrę siedmiu myśliwców I-153 (zestrzelił jednego).
19 września doszło do kolejnego starcia: osiem myśliwców pod dowództwem Berga zaatakowało zgrupowanie pięciu radzieckich MiGów-3 ponad Ohalatva zestrzeliwując cztery (i niepotwierdzone, ale prawdopodobne zestrzelenie piątego).
30 października zgrupowanie Berga przeniesiono do Nummela w celu likwidacji zagrożenia ze strony radzieckiego lotnictwa z rejonu Hanko. Już 1 listopada Berg rozpoczął akcję przeciwko lotnictwu wroga ponad Hanko. Wraz z Uuno Alppinenem dokonał zestrzelenia myśliwca I-16, jednak dostał się pod ogień artylerii przeciwlotniczej, został zestrzelony i zginął rozbijając swój samolot.
Przez cały okres służby kpt. Paavo Berg zestrzelił:
- 10 samolotów (w tym jeden wraz z kolegą);
- 1 balon (razem z kolegą).

W czasie służby został odznaczony Orderem Krzyża Wolności IV Klasy.